# 李永 (司机)
李永（1901年—1973年），吉林永吉人，中华人民共和国政治人物。
担任全国劳模、中国铁路工会经费审查委员会主任委员，第一任“毛泽东号”机车司机长。1954年，当选第一届全国人民代表大会代表。